# Эрманос Антунья (стадион)
"Эрманос Антунья" (исп. Estadio Hermanos Antuña, астур. Estadiu Hermanos Antuña) — футбольный стадион, находящийся в испанском городе Мьерес (автономное сообщество Астурия). С момента открытия в 1951 году находится в собственности властей города и является официальным домашним полем для местной команды «Саудаль Депортиво».

## История стадиона
Торжественное открытие арены состоялось 16 сентября 1951 года под названием Nuevo Estadio del Batán, которое она носила вплоть до 1964 года. Свое нынешнее имя стадион получил в честь  братьев Антунья, Хоакина и Рамона, которые внесли важный вклад в развитие клуба в первые годы существования коллектива, в то время называвшегося "Расинг де Мьерес".
Рамон Антунья также являлся президентом клуба на протяжении 29 лет.
Стадион прошел капитальную реконструкцию в 2007 году и на данный момент имеет две трибуны и вмещает 2940 человек.
Несмотря на наличие на арене легкоатлетического отделения, оно не предназначено для проведения официальных соревнований, поскольку имеет только четыре дорожки при необходимых шести.